# Hawker P.1121
Lo Hawker Siddeley P.1121 era un aereo da caccia e bombardamento  britannico progettato nel corso degli anni cinquanta del XX secolo e cancellato con il White Paper on Defence del 1957 per decisione del ministro della difesa Duncan Sandys quando il primo prototipo era in fase di completamento. Nel suo Libro Bianco, Sandys aveva chiesto l'eliminazione graduale degli aerei da combattimento in servizio con la RAF dotati di equipaggio e la loro sostituzione con i missili teleguidati.

## Storia del progetto
Nel marzo del 1954 l'ufficio tecnico della Hawker Siddeley, diretto da sir Sydney Camm, rispose all'Operational Requirement 323 (OR 323) emesso dall'Air Ministry per un sostituto del cacciabombardiere Hawker Hunter. La proposta della Hawker Siddeley, designata P.1103, era relativa ad un intercettore biposto armato con missili aria-aria Vickers Red Dean.
Nel febbraio 1955 fu emessa una nuova specifica, la Operational Requirement 329/F155T (OR 329), che richiedeva un aereo intercettore supersonico ognitempo adatto per operazioni ad alta quota equipaggiato con un radar GEC AI.18 in banda X dotato di una antenna parabolica di 40 pollici (100 cm). Sidney Camm, negli incontri con lo stato maggiore della Royal Air Force, fece notare che veniva trascurata, caso accaduto anche in passato, la necessaria capacità di combattimento a bassa quota e di attacco al suolo.
Il maresciallo dell'aria Thomas Pike, in seguito ad alcune proposte ricevute dall'ufficio tecnico della Hawker, suggerì di elaborare il progetto P.1103 in un aereo biposto da attacco, con capacità di bombardamento tattico nucleare, designato P.1116, lavorando contemporaneamente ad un altro modello, un cacciabombardiere monoposto denominato P.1121 Hurricane II.
Come motore del primo prototipo fu scelto il propulsore De Havilland Gyron PS 26-2 erogante una potenza di 7 900 kg/s a secco e 10 800 kg/s con postbruciatore a 0 m. Per la produzione in serie fu considerata l'adozione della versione PS 26-3 Gyron da 12 250 kg/s, o eventualmente del Rolls-Royce Conway RCo.11R o del Bristol-Siddeley Olympus BOI.21R. Tutti questi propulsori dovevano garantire una velocità massima di 2 495 km/h (Mach 2,35) a 11 000 m. Secondo le intenzioni dell'azienda, se fosse stato emesso un ordine per 60 velivoli il 1 agosto 1956, il prototipo sarebbe andato in volo per la prima volta nell'aprile 1958, il primo esemplare sarebbe stato consegnato nel dicembre dello stesso anno, e il 60º e ultimo esemplare nel giugno 1961. Oltre al progetto P.1121 da Mach 2.5, l'ufficio tecnico della Hawker lavorò su un progetto iniziale per una versione capace di raggiungere Mach 3, dotata di un'ala in acciaio e motore potenziato.  Nel maggio 1957 Camm realizzò la bozza di una versione bimotore dell'aereo, denominata P.1125, che avrebbe dovuto essere alimentata da una coppia di motori Rolls-Royce RB.133.

## Descrizione tecnica
Aereo da caccia polivalente, ognitempo, monomotore, monoposto. Il P.1121 era di costruzione convenzionale, con il rivestimento in lega leggera rinforzato da correntini, mentre l'acciaio era utilizzato solo per alcuni componenti altamente sollecitati. La fusoliera era divisa in tre sezioni principali; quella anteriore conteneva il radome, la cabina di pilotaggio, la radio e il vano attrezzature, la sezione centrale ospitava il propulsore, la presa d'aria, l'aerofreno ventrale, il ruotino anteriore, i dispositivi di lancio dei razzi da 2 pollici (51 mm) e un totale di cinque serbatoi del carburante realizzati in nylon. La sezione posteriore della fusoliera era occupata dal postbruciatore, dall'ugello finale, dalle gambe principali del carrello di atterraggio, di altri due aerofreni ad azionamento pneumatico posteriori e due ulteriori serbatoi di carburante bag-type. L'ala era dotata di quattro longheroni e ricoperta da un rivestimento in lega leggera spesso 0,3 pollici (7,6 mm), ed era di forma simile all'ala del precedente Hawker Hunter. L'ala conteneva anche un serbatoio del carburante integrale, della capacità di 420 galloni imperiali (1 900 l) di carburante, oltre ai 1 055 galloni imperiali (4 800 l) contenuti all'interno dei serbatoi della fusoliera. Se necessario, potevano essere installati sino a quattro serbatoi supplementari esterni sotto l'ala.
Il propulsore era un turboreattore a doppio flusso Bristol-Siddeley Olympus BOI.21R  erogante una potenza di 7 834 kg/s a secco e 13 150 kg/s con postbruciatore a 0 m. Questo motore era alimentato da un'unica presa d'aria ventrale a bocca di squalo divisa in due da un divisorio centrale a geometria variabile.  Il rapporto spinta/peso era di 0,78:1.
La capacità di carburante interna era pari a 6 820 litri, mentre quella esterna variava da 2 045 a 3 400 litri.
L'armamento si basava su 2 cannoni opzionali Enfield Aden M.55 cal.30 mm, 50 razzi non guidati da 50 mm e due missili aria-aria a guida IR De Havilland Firestreak Mk.1 o 2 980-5 020 kg di bombe.
La dotazione elettronica prevedeva un radar Ferranti AI-23 in banda X, con prospettiva di adottare sugli aerei di serie un più moderno General Electric a impulsi operante in banda J della portata di 65 km (35 miglia nautiche). Vi era un sistema integrato di controllo con funzione di autopilota e navigazione Doppler per effettuare bombardamenti a bassa quota utilizzando armamenti sia di tipo convenzionale che nucleare. Il P.1121 poteva essere utilizzato anche per missioni di contromisure elettroniche (ECM) con l'utilizzo di appositi pod subalari.

## Impiego operativo
Nel marzo 1957, con la pubblicazione del White Paper on Defense ad opera del Ministro della difesa Duncan Sandys, il programma P.1121 rientrava tra quelli che dovevano essere subito cancellati. Il progettista Sidney Camm cercò di opporsi a tale decisione, presentò proposte alternative ed abbozzò altri progetti, senza successo. Sebbene la OR.329 fosse stata cancellata, il vicemaresciallo dell'aria Harold Vivian Satterly riconobbe che il progetto P.1121 poteva essere rielaborato per soddisfare la nuova Operational Requirement 329 (OR 329), che era allora l'unico requisito per gli aeromobili da combattimento con equipaggio rimasto in vigore. Nell'ottobre 1957, poco dopo che la specifica OR.339 era stata emessa fu elaborata la proposta P.1125 come candidato più probabile per soddisfarne i requisiti e quindi, nel gennaio 1958, fu presentato come P.1129, alimentato da una coppia di motori Rolls-Royce RB.141.
La costruzione del prototipo P.1121 era avviata presso il reparto sperimentale dello stabilimento di Kingston, e nell'estate del 1958 la struttura risultava in gran parte completata, con alcuni impianti già installati, mentre altri erano sui banchi prova per la sperimentazione a terra. Il completamento del montaggio finale del velivolo era previsto entro alcuni mesi. Il consiglio di amministrazione della Hawker Siddeley decise di rallentare lo sviluppo del progetto, non essendo disposto a finanziare privatamente il suo completamento e il suo primo volo, in attesa dell'esito della OR.339. Pertanto, l'aereo quasi completato rimase incompleto nella fabbrica Hawker a Kingston a causa della mancanza di fondi.

Nel gennaio 1959, fu annunciato che la proposta congiunta Vickers e English Electric si era aggiudicata il contratto per la OR.339, e ciò determinò la sorte del programma P.1121.
Nel 1960 parve aprirsi uno spiraglio di riprendere il programma, in quanto Camm non aveva fatto distruggere ciò che era stato costruito, e sperava di inserirsi nel programma di sviluppo del motore De Havilland Gyron, ma non vi fu alcun seguito.

### Annotazioni
1. ↑  In sovraccarico 21 800 kg.
2. ↑  La velocità massima reale era di 2.389 km/h a 11.000 m, e di 1.592 km/h a 0 m.

### Fonti
1. 1 2 3 4 5 6 7 8  Milner 2021, p. 52.
2. 1 2 3 4 5 6  Buttler 2000, p. 91.
3. ↑  Mason 1991, pp. 80-81.
4. ↑  Wood 1975.
5. 1 2 3  Milner 2021, p. 50.
6. ↑  Wood 1975.
7. 1 2 3  Buttler 2000, p. 90.
8. 1 2 3 4 5  Wood 1975.
9. 1 2 3 4 5 6 7 8  Wood 1975, p. 209.
10. ↑  Wood 1975.
11. ↑  Wood 1975, p. 212.